# Grémille
Gymnocephalus cernua
Espèce
Synonymes
- Acerina cernua (L., 1758)
- Acerina czekanowskii Dybowski, 1874
- Acerina fischeri Eichwald, 1873
- Acerina vulgaris Cuvier
in Cuvier and Valenciennes, 1829
- Perca cernua L., 1758

Statut de conservation UICN

 LC  : Préoccupation mineure
La grémille (Gymnocephalus cernua) est une espèce de poissons d'eau douce, que l'on peut trouver dans les lacs, les estuaires et les rivières des régions tempérées d'Europe et d'Asie. Ce parent de la perche commune, quand il le peut, exploite des couches d'eau bien plus profonde que ne le fait la perche (dans des lacs stratifiés par exemple). Son comportement de recherche de nourriture est moins sensible aux différences de température et au froid que cette dernière, mais avec des besoins métaboliques probablement peut-être plus importants en zone froide. Ses couleurs et le motif de sa robe le camouflent bien sur les fonds rocheux, caillouteux, dans les feuilles mortes ou dans les entrelacs de branches ou d'algues filamenteuses.
À la suite d'essais d'introduction ou d'introductions involontaires dans des lacs européens (lac de Constance, lacs écossais,...) voire dans les grands lacs d'Amérique du Nord, l'espèce s'y est répandue, laissant craindre des effets adverses sur les équilibres en place.
Ce poisson a été signalé pour la première fois en Amérique du Nord dans le cours inférieur de la rivière Saint-Louis (le tributaire le plus à l'ouest du lac Supérieur, vers la fin de l'été 1987) ; il s'agissait d'une petite population découverte au moment du frai. Ce poisson pourrait être arrivé en Amérique du Nord via des eaux de ballast d'un cargo ayant précédemment déchargé ses marchandises en Europe. Il aurait ainsi pu être relâché en eau douce ou saumâtre par un navire, peut-être dans le port international de Duluth-Supérieur près de l'estuaire de la rivière Saint-Louis.
Dans les années 1980, sa population a grandi dans cette région, s'étendant à dans d'autres tributaires ; on le retrouve dans les zones côtières du lac Supérieur et l'espèce semble être devenue localement invasive. On l'a aussi récemment trouvé dans des lacs écossais où il était antérieurement absent et où il pourrait modifier les équilibres entre certaines espèces, via la prédation d'œufs par exemple, qui est plus important que de la part de la truite de lac ou le corégone clupéoïde .

## Description

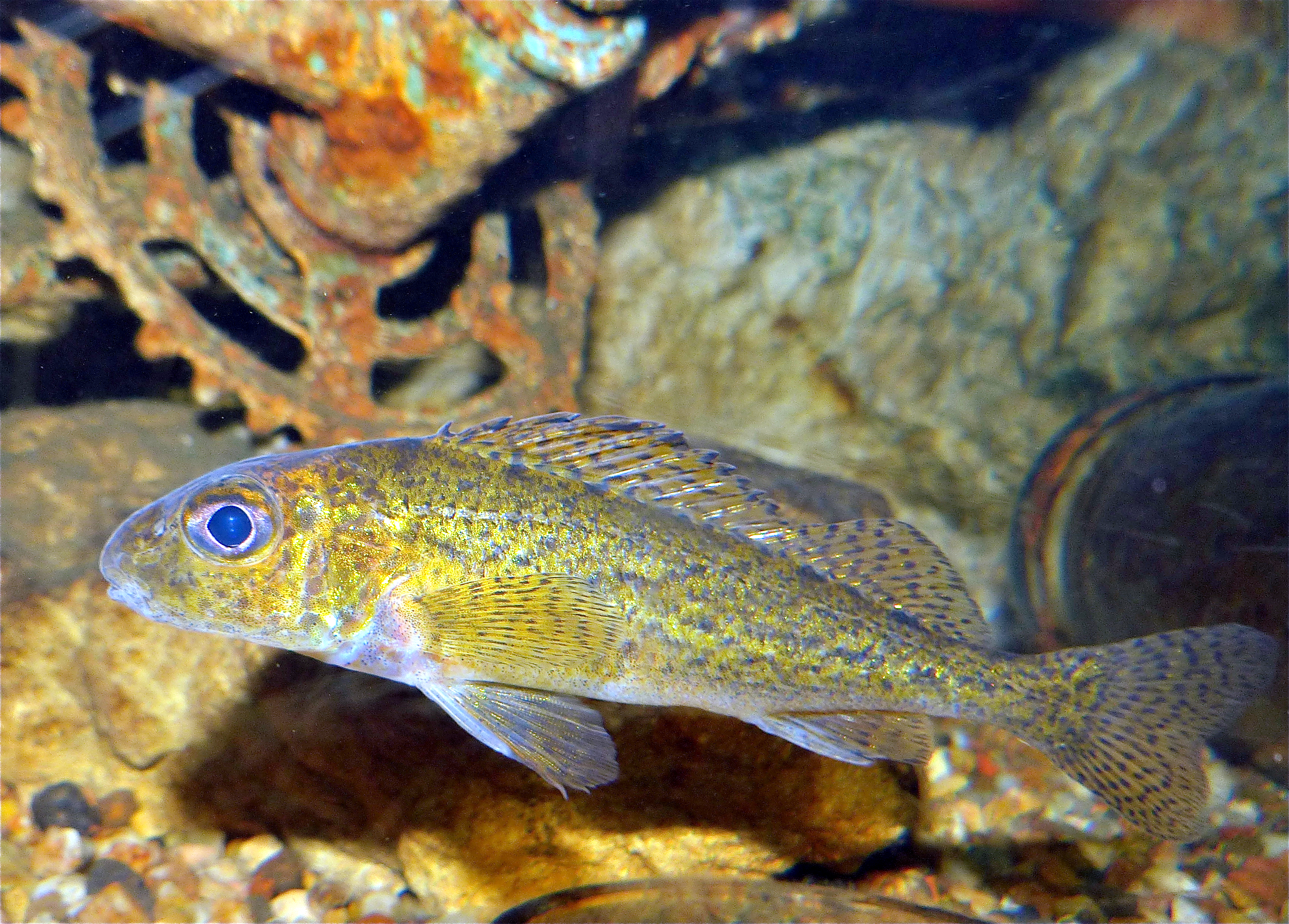

La taille de ce poisson varie entre 5 et 15 cm avec un poids compris entre 10 et 50 g en général. Les plus gros spécimens peuvent atteindre 25 cm pour un poids de 400 g au maximum.
Les larves sont des larves de percidés typiques, mais se distinguant des autres percidés (nord-américains) par « une tête légèrement concave qui s'amenuise au cours du développement, un museau pointu avec des dents sur le maxillaire et le prémaxillaire quand le poisson mesure 11 mm, d'une grosse vessie natatoire pigmentée dorsalement, d'un préopercule dentelé et de myomères postanaux peu nombreux (de 18 à 22) ». 
Au Canada et aux États-Unis, les larves et alevins de Grémilles peuvent être confondus avec celles des raseux-de-terre (au stade de larve vésiculée), à des dorés, des Perchaudes et des Fouille-roches gris quand ils mesurent plus de 10 mm, mais s'en différencient par les caractères cités plus haut et par « leur hauteur à l'épaule élevée et leur pédoncule caudal étroit ».

## Répartition
- Carte de distribution : http://www.iucnredlist.org/details/9568/0/rangemap

## Habitat

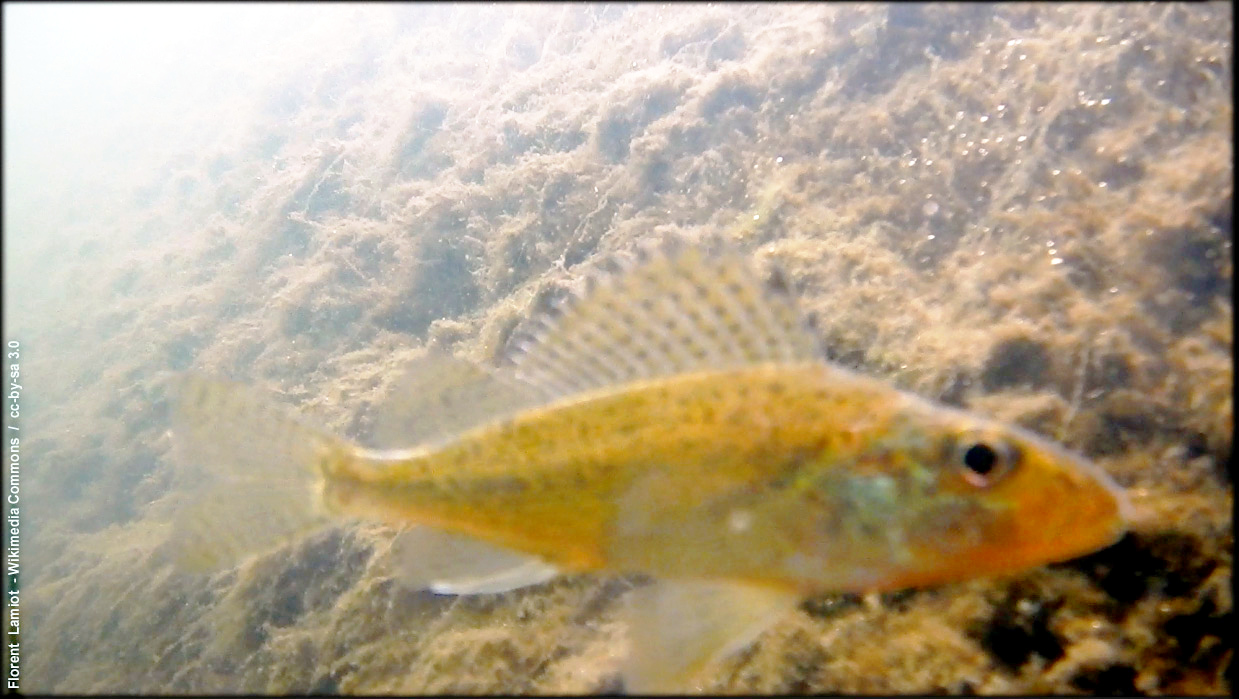
La grémille fréquente aussi des cours d'eau canalisés et vaseux (ici photographiée dans l'ancienne Deûle dans les Hauts-de-France), contre un mur de berge presque couvert de moules zébrées et d'algues filamenteuses

Cette espèce est relativement ubiquiste, trouvée dans des lacs (90 % des effectifs du lac de Kruth-Wildenstein) ou les zones calmes des rivières ou de canaux. On l'observe généralement dans une eau profonde (sauf dans les lacs où elle s'enfonce dans des eaux plus froides, plus denses et moins oxygénées jusqu'à 25 mètres), sur des fonds sableux, de gravier ou de vase. Depuis quelques années le biotope de cette espèce (et de nombreuses autres espèces, dont la perche) a été fortement modifié par le développement d'énormes populations de moule zébrée. Ces dernières ont sans doute modifié le comportement alimentaire des grémilles et des perches,.
Une étude nord-américaine ayant comparé les densités de perches et de grémilles dans des lacs plus ou moins eutrophes a trouvé que plus la productivité biologique du lac était élevée, moins la perche était abondante et plus la grémille l'était.

## Alimentation
La grémille, comme la perche (qui est de la même famille) peut se nourrir selon un rythme nycthéméral, dont la nuit ou à grande profondeur grâce à la sensibilité de sa ligne latérale,,, mais son régime alimentaire diffère. Ses préférences alimentaires sont encore mal connues dans la nature, mais ont été étudiées en aquarium et à partir de l'examen du contenu stomacal de grémilles pêchées dans la nature (avec alors un biais statistique possible). Alors que dans les lacs, la perche de grande taille mange principalement du poisson toute l'année (quand elle en dispose, dans les lacs eutrophes), la grémille introduite se nourrit principalement de macrobenthos. Perche et la grémille ont un comportement de recherche de nourriture différent (par exemple en aquarium expérimental), les perches nagent jusqu'à une mangeoire le corps incliné pour ramasser des chironomes qu'elles ont repéré, et retournent en position horizontale dans la colonne d'eau et très souvent elles ont un comportement sociable, approchant en groupe de la mangeoire, alors que la Grémille nage vers la mangeoire, se déplace lentement autour à proximité du fond et il est rare que plus de deux Grémilles visitent ensemble un même lieu d'alimentation. En aquarium, face à une mangeoire les comportements d'intimidation envers des congénères sont plus nombreux chez la perche, alors que la Grémille adopte indifféremment cette attitude face à ses congénères ou face à des perches. Dans la nature, la nourriture est généralement assez abondante et de tels comportements sont très brefs et plus rares qu'en aquarium où la vraie fuite est impossible.
Son alimentation est constituée de zooplancton, larves de moustiques, gammares, etc. et son comportement de prédation est modifié selon la complexité de son habitat et de l'abondance respective en différentes proies ou aliments ; en particulier, en aquarium expérimental, les petits crustacés (l'amphipode Corophium volutator Pallas et l'isopode Asellus aquaticus (L.) dans le cas de l'expérience) échappent plus facilement à la prédation quand on ajoute des roseaux et plantes constituant des zones d'obstacles visuels et d'ombrage, mais pas quand on ajoute simplement des cailloux ou galets. Le fait que ses proies lui échappent plus facilement dans un décor riche en caches et zones d'ombre laisse penser qu'elle chasse principalement à vue, à la différence des poissons qui chassent au moyen d'organes olfactifs et du goût très développés.
En termes de rôles trophiques, des analyses isotopiques faites en Amérique du Nord placent (dans ce contexte) la signature isotopique de cette espèce (pour l'azote 15) au même niveau trophique que la perchaude (Perca flavescens) et intermédiaire entre celles du meunier noir (Catostomus commersonii) typiquement benthivore et celles du gaspareau (Alosa pseudoharengus) typiquement planctophage. Ceci suggère que la Grémille dans ce réseau trophique s'alimente à la fois de benthos et de plancton puis devient plutôt piscivore avec le temps (à partir d'une taille de 25 cm). Ces données suggèrent que les interactions entre la grémille et la perchaude pourraient représenter un goulot d'étranglement concurrentiel (si la perchaude est capable de grandir suffisamment pour devenir piscivore, elle devrait pouvoir supporter la concurrence avec la grémille) mais pas celle d'une autre espèce introduite en Amérique du Nord, la perche blanche (Morone americana) qui pourrait la concurrencer sa vie durant.

## Comportement
Ce poisson est parfois réputé agressif pour sa taille [réf. nécessaire].

## Reproduction
Les œufs, de couleur blanche ou jaune, sont pondus sur les roches et dans ou sur la végétation aquatique en eau peu profonde.
La taille et le nombre des œufs, la fécondité et le sex-ratio semblent différer dans les milieux eutrophes, par rapport à ceux de la perche, au détriment de cette dernière dans ce cas.

## Prédateurs
Quelques espèces de poissons prédatrices de la grémille :
- l'anguille
- le brochet, qui dans un lac en présence de grémilles diminue sa propre prédation sur les salmonidés[23]
- la perche
- le sandre
- la truite

## Noms vernaculaires
- Frash
- Gouine
- Goujon-perche
- Grémeuille
- Grémille
- Greuillet
- Grimau
- Kutt
- Perche goujonnière
- Perchot
- Percot
- Roi